# آب‌انبار طرلاب
آب‌انبار طرلاب مربوط به دوره صفوی است و در شهرستان قم، بخش سلفچگان، روستای طرلاب واقع شده است. این اثر در تاریخ ۹ اردیبهشت ۱۳۸۲ با شماره ثبت ۸۶۲۹ به‌عنوان یکی از آثار ملی ایران به ثبت رسیده است.